# Draco and the Malfoys
I Draco and the Malfoys sono un gruppo indie-wizard rock formato a Woonsocket, Rhode Island, nel 2004 dai fratellastri Brian Ross e Bradley Mehlenbacher. Ispirati ai colleghi Harry and the Potters, pionieri del wizard rock ispirato alla saga di Harry Potter della scrittrice inglese J. K. Rowling, i Draco and the Malfoys suonano un semplice indie rock grezzo, con testi ovviamente ripresi dalla saga del maghetto e scritti dal punto di vista dell'antagonista di Harry, Draco Malfoy.

## Storia del gruppo

### Origini (2004-2005)
Ross e Mehlenbacher concepirono inizialmente i Draco and the Malfoys come parodia degli Harry and the Potters, avendoli scoperti durante un concerto ad una festa locale. Nel tardo 2004, Matt Maggiacomo invitò gli Harry and the Potters a suonare ad uno spettacolo interamente dedicato alla saga nella sua casa a Rhode Island. Quella notte, lo stesso Maggiacomo debuttò con il suo gruppo wizard rock The Whomping Willows, mentre il suo amico Mehlenbacher insieme al fratellastro Brian Ross suonarono per la prima volta insieme con il nome Draco and the Malfoys.
In un suo servizio sul gruppo, ABC News ha scritto:
"Non somigliamo affatto a Draco Malfoy, e siamo chiaramente troppo vecchi per frequentare Hogwarts", ha detto Brian, 32 anni, a proposito di sé e del fratellastro Bradley, quasi ventisettenne. "Quindi diciamo di essere Draco rispettivamente a 19 e 15 anni ad Hogwarts"»

### Universo di Harry Potter e convention dei fan (2006-2007)
Ross ha rivelato, sempre nell'articolo della ABC, che la rivalità tra i Draco and the Malfoys e gli Harry and the Potters  è funzionale a livello di spettacolo, ma non è reale. I membri delle due band, infatti, oltre ad essere amici, hanno affrontato un tour estivo insieme nel 2007 e collaborano spesso negli album.

È un concetto intrigante, due gruppi che rappresentano il personaggio più amato e quello più odiato nella serie di Harry Potter, entrambi celebrando la loro passione per il fantastico mondo magico con melodie orecchiabili e concerti rock adatti anche ai ragazzini.

Tuttavia, né i Draco and the Malfoys né tantomeno la loro nemesi Harry and the Potters prendono la germogliante scena wizard rock come uno scherzo, o "perfino come qualche cugino ibrido dell'indie rock". Il quotidiano Boston Phoenix riporta: 

Entrambi i gruppi - Draco and the Malfoys ed Harry and the Potters - prendono i propri sforzi piuttosto sul serio, specialmente in questo frangente. Nel fervore che ha seguito la pubblicazione di Harry Potter e i Doni della Morte, i musicisti wizard rock sembrano aver convogliato folle sempre più grandi e sempre più informate sul genere ai concerti.

Per i Draco and the Malfoys, la band è una sorta di fuga dalle pressioni dell'ironia hipster - come gli Harry and the Potters, essi sono inclini a suonare in biblioteche e librerie. In tali luoghi, dice Ross, lui ed il suo gruppo sono solo una delle tante vie di conduzione della Pottermania. "Con ciò, siamo tutti fan di qualcosa di più grande", egli afferma. "Tutti vengono per passare bei momenti, mai per fare gli snob a proposito della musica, mai, mai, mai".
Il Boston Phoenix, a questo punto, si è chiesto quanto il wizard rock durerà quando non ci saranno più nuove storie su cui improvvisare canzoni, in quanto il suo successo è strettamente ed obbligatoriamente collegato alla popolarità della serie cartacea.

Ross sembrava quasi triste, in effetti, professando che secondo lui il fenomeno Potter durerà oltre la pubblicazione dei Doni della Morte. Sia lui che il suo fratellastro hanno fatto parte di gruppi che, "se andavano a suonare a quattro ore di macchina dalla loro città, nessuno andava a vederli". Se invece si tratta del coinvolgimento del wizard rock, essi hanno una base di fan consolidata in qualsiasi luogo si presentino. "L'esperienza con il wizard rock è stata la miglior esperienza musicale della nostra vita", ha detto Ross. "Non abbiamo alcuna intenzione di fermarci qui".

### Ultimo album e separazione (2008-2011)
Draco and the Malfoys, Tom Riddle and Friends, Whomping Willows e Moaning Myrtles hanno suonato nel 2008 al festival wizard rock Wrockstock, tenutosi sulla collina Ozark degli alloggi del campo estivo della YMCA. Nel 2009, il gruppo ha pubblicato il terzo album studio, It's A Slytherin World, ed una raccolta intitolata Anthology of Slytherin Folk Music. Tra i progetti imminenti della band, inoltre, vi è una serie di EP, di cui il primo ad essere pubblicato sarà Draco and the Malfoys Celebrate... Piracy!. Tuttavia, dopo un'ultima serie di concerti la band decide si sciogliersi, annunciando la separazione con un messaggio su Facebook il 23 dicembre 2011.

### Reunion (2013-presente)
Nel tardo 2013 la band annuncia che si sono riformati e stanno lavorando a un nuovo album, intitolato Cheat to Win e successivamente pubblicato nel 2014.

## Stile musicale

### Testi
Ross e Mehenbacher scrivono i testi dalla prospettiva di Draco Malfoy, vestendosi durante i concerti con l'uniforme della casa di Serpeverde di Hogwarts (cravatte verdi e argento). I loro testi anti-Potter ("Puoi aver liberato il nostro elfo domestico, e aver fatto nascere dubbi sul nome della nostra famiglia / ma i tuoi genitori sono stati comunque abbrustoliti da una grande, incandescente fiamma verde") erano inizialmente solo una parodia del wizard rock, ma incontrarono molto successo tra il pubblico, quindi i due membri iniziarono a prendere la loro musica più sul serio. Le orecchiabili canzoni pop dei Draco and the Malfoys (un ritornello recita: "Il mio papà c'è sempre ad aprirmi tutte le porte, tu devi chiamare un patronus per cogliere uno sguardo del tuo... mio papà è ricco, tuo papà è morto") fanno riferimento ai più vari argomenti ed oggetti della saga del maghetto, dallo Specchio delle Brame all'incanto patronus. I testi sono generalmente ironici e prendono in giro Harry, Ron e gli altri Grifondoro. Il quotidiano BostonNOW, in un'intervista, ha chiesto a Ross se si fossero mai presentati degli anti-fan ai concerti, ma l'intervistato ha risposto: "Mai. Tutti mostrano molto supporto, sebbene a volte siano proprio i bambini che si arrabbiano e ci urlano contro perché scriviamo canzoni che prendono in giro Neville e Harry". The Advocate di Stamford, Connecticut, ha riportato:

La coppia si è molto divertita tentando di immaginare perché Draco è così meschino, ha detto Mehlenbacher. I loro testi sono scritti in maniera scherzosa, e tutti i fan di Harry Potter a parte i bambini più piccoli sembrano capirlo.

"I bambini piccoli la prendono sul piano personale", ha detto all'Advocate Ross, 32 anni. "Ci urlano contro".

### Strumenti
Entrambi i membri del gruppo suonano la chitarra, ma mentre lo strumento di Brian è una Fender Stratocaster, quello di Bradley è una Fender Telecaster. Sia nelle registrazioni in studio che nei concerti, sono supportati da una batteria BOSS Dr. Rhythm. Tali strumenti rendono la loro musica più simile all'hard rock, rispetto a quella dei colleghi Harry and the Potters.

### Ricezione
I Draco and the Malfoys hanno affrontato dei tour con gli Harry and the Potters, ed entrambe le band hanno deciso un tetto base per i biglietti dei concerti di non più di 10$, sebbene alcuni degli spettacoli siano stati suonati gratis. I Draco and the Malfoys, tuttavia, hanno messo a disposizione le loro canzoni per il download su iTunes, e hanno creato una pagina MySpace per permettere agli ascoltatori di fruire della loro musica.

## Discografia

### Album in studio
- Draco and the Malfoys (2005)
- Party Like You're Evil! (2007)
- It's A Slytherin World (2009)
- Cheat to Win (2014)

### Raccolte
- An Anthology of Slytherin Folk Songs (2009)

### EP
- Family (2007)